# Ulderico De Cesaris
Ulderico De Cesaris (Spoltore, 22 dicembre 1889 – Spoltore, 2 ottobre 1972) è stato un militare italiano, decorato di Medaglia d'oro al valor militare a vivente nel corso della prima guerra mondiale.

## Biografia
Nacque a Spoltore, provincia di Pescara il 22 dicembre 1889, figlio di Giovanni e di Maria Camilla Dell'Elce. Dopo aver compiuto gli studi secondari a Roma, nel 1908 si arruolò volontario nel Regio Esercito in forza al 42º Reggimento fanteria "Modena", e tre anni dopo, alla fine del 1911, partì per la Libia con il 34º Reggimento fanteria "Livorno". Con il grado di sergente maggiore, comandante di una pattuglia esploratori, ottenne un encomio solenne nel febbraio 1912 per i combattimenti di Tobruk. Partecipò in seguito alla occupazione delle isole di Rodi e di Cos e rimpatriò nel 1913 perché ammesso a frequentare la Regia Accademia Militare di Fanteria e Cavalleria di Modena. Nominato sottotenente in servizio permanente effettivo nell'agosto 1914, fu destinato a prestare servizio presso il 18º Reggimento fanteria "Acqui" con il quale, il 24 maggio dell'anno successivo, entrò in guerra contro l'Impero austro-ungarico sul Basso Isonzo. Fu il primo a guadare, nel giugno, con ardite pattuglie esploranti il torrente Torre, superando l'Isonzo verso Vermegliano. Si offrì più volte volontario per aprire varchi nei reticolati nemici e primo a lanciarsi all'attacco, ottenendo un encomio solenne nel corso della prima battaglia dell'Isonzo dal comando della 14ª Divisione ed una medaglia d'argento al valor militare nel luglio 1915 alle Cave di Selz. Venne decorato con una medaglia di bronzo al valor militare e una promozione per merito di guerra gli furono concesse per il valore dimostrato nelle azioni di Monte Sei Busi il 31 agosto e 1 settembre. Divenuto capitano, nel febbraio 1916, al comando dell'8ª Compagnia del suo reggimento sulle alture a nord delle Cave di Selz, nei combattimenti del 27, 28 e 29 marzo fu insignito della seconda medaglia d'argento per conducendolo il suo reparto per ben tre volte all'attacco. Per i successivi, durissimi combattimenti del mese di aprile, gli veniva conferita, con Regio Decreto del 19 novembre 1920, la medaglia d'oro al valor militare a vivente.
Nell'aprile 1917 fu trasferito nel Regio corpo truppe coloniali d'Eritrea dove rimase fino al 1919, prestando servizio prima nel IX Battaglione eritreo e poi nel presidio di Massaua come comandante. Rientrato in Italia venne prima assegnato al Ministero della guerra del Regno d'Italia, e poi al Sottosegretariato per le pensioni di guerra. Collocato, a domanda, in posizione ausiliaria nel 1924, e trasferito poi nella riserva, fu presidente dell'Associazione Nazionale Combattenti e Reduci della provincia di Roma per molti anni. Stabilitosi a Spoltore a partire dal 1924, intraprese una brillante carriera imprenditoriale. Fu promosso maggiore nel 1929 e tenente colonnello nel 1937. Si spense a Spoltore il 2 ottobre 1972. Una via di Spoltore porta il suo nome.

### Fonti
1. 1 2 3 4 5 6 7 8 9 10 11  Combattenti Liberazione.
2. 1 2  Coltrinari, Ramaccia 2018, p. 39.
3. 1 2  Coltrinari, Ramaccia 2018, p. 40.
4. ↑  Medaglie d'oro al valor militare sul sito della Presidenza della Repubblica
5. ↑  Registrato alla Corte dei conti addì 25 gennaio 1939,  guerra registro 3, foglio 60.
6. ↑   Bollettino ufficiale delle nomine, promozioni e destinazioni negli ufficial, 1923,  p. 3332. URL consultato il 3 febbraio 2023.